# Thomomys nayarensis
Thomomys nayarensis — вид ссавців гризунів родини геомідових. Ендемік на північний схід від Наяріту (Мексика). Дорослі екземпляри мають загальну довжину 168—210 мм. Спинна шерсть коричнева, а черевна має більш жовтувато-золотистий відтінок. Його конкретна назва, nayarensis, на латині означає «з Наяра».